# Sun Rock Festival
O Sun Rock Festival foi um evento que aconteceu em setembro de 2010 e reuniu grandes bandas de rock do cenário nacional e internacional na cidade de João Pessoa, na Paraíba. O festival foi realizado no estádio de futebol José Américo de Almeida (O Almeidão) e teve como maior atração o show da turnê de despedida da banda Scorpions